# Heckfield
Heckfield es una parroquia civil y un pueblo del distrito de Hart, en el condado de Hampshire (Inglaterra).

## Geografía
Según la Oficina Nacional de Estadística británica, Heckfield tiene una superficie de 12,57 km².

## Demografía
Según el censo de 2001, Heckfield tenía 353 habitantes (48,44% varones, 51,56% mujeres) y una densidad de población de 28,08 hab/km². El 23,51% eran menores de 16 años, el 71,67% tenían entre 16 y 74 y el 4,82% eran mayores de 74. La media de edad era de 34,97 años. Del total de habitantes con 16 o más años, el 29,26% estaban solteros, el 58,52% casados y el 12,22% divorciados o viudos.
El 89,43% de los habitantes eran originarios del Reino Unido. El resto de países europeos englobaban al 0,86% de la población, mientras que el 9,71% había nacido en cualquier otro lugar. Según su grupo étnico, el 98,3% eran blancos, el 0,85% asiáticos y el 0,85% de cualquier otro salvo mestizos, negros y chinos. El cristianismo era profesado por el 73,94% y el judaísmo por el 1,7%, mientras que el 15,01% no eran religiosos y el 9,35% no marcaron ninguna opción en el censo.
181 habitantes eran económicamente activos, todos ellos empleados. Había 127 hogares con residentes y 8 vacíos.